# Кюлюг Бег
Кюлюг Бег е каган на Уйгурския каганат, управлявал през 832 – 839 година.
Племенник на кагана Джаоли, той е поставен на трона от аристокрацията, след като чичо му е убит. През 839 година разбунтували се шатуо нападат столицата Орду Балък и Кюлюг Бег се самоубива. Смъртта му е последвана от период на безредици и едва през 841 година се утвърждава нов каган – Уге.